# 86551 Seth
86551 Seth è un asteroide della fascia principale. Scoperto nel 2000, presenta un'orbita caratterizzata da un semiasse maggiore pari a 2,2892611 UA e da un'eccentricità di 0,1711948, inclinata di 3,65498° rispetto all'eclittica.